# Ascanio Condivi
 (août 2025).
Ascanio Condivi (né en 1525 à Ripatransone et mort dans la même ville le 10 décembre 1574) est un peintre  et un écrivain italien du Cinquecento.

## Biographie
Premier biographe de cet artiste, Ascanio Condivi est l’auteur de la Vie de Michel-Ange, ouvrage tentant d’abord de réfuter des rumeurs à son propos : son arrogance, son avarice, sa jalousie vis-à-vis d’autres artistes. La première édition (Rome, 1553, in-4°), étant devenue fort rare, on en publia une nouvelle à Florence, 1746, in-fol., avec de savantes notes de Gori, Vasari, Manni, Mariette, du sénateur Filippo Buonarroti, etc.
Une peinture de Condivi, La Sainte Famille, se trouve à Florence à la Casa Buonarroti.